# Burgbrohl
Burgbrohl település Németországban, Rajna-vidék-Pfalz tartományban. Lakosainak száma 3304 fő (2023. december 31.).

## Népesség
A település népességének változása:
| Lakosok száma | 3202 | 3187 | 3169 | 3285 | 3318 | 3304 |
|               | 1975 | 2017 | 2019 | 2021 | 2022 | 2023 |